# Östergötlands runinskrifter 112
Östergötlands runinskrifter 112 är en försvunnen vikingatida runsten som funnits i Hjulsbro, Landeryds socken och Linköpings kommun.

## Inskriften
Translitterering av runraden:
[uluf × risþi × stin × þisi × iftiʀ × hufi × buta × sin × kuþan]
Normalisering till runsvenska:
Olof ræisþi stæin þennsi æftiʀ Hofi/Høfi/Hyfi, bonda sinn goðan.
Översättning till nusvenska:
Olov reste denna sten efter Hyver, sin make god.